# Izaak

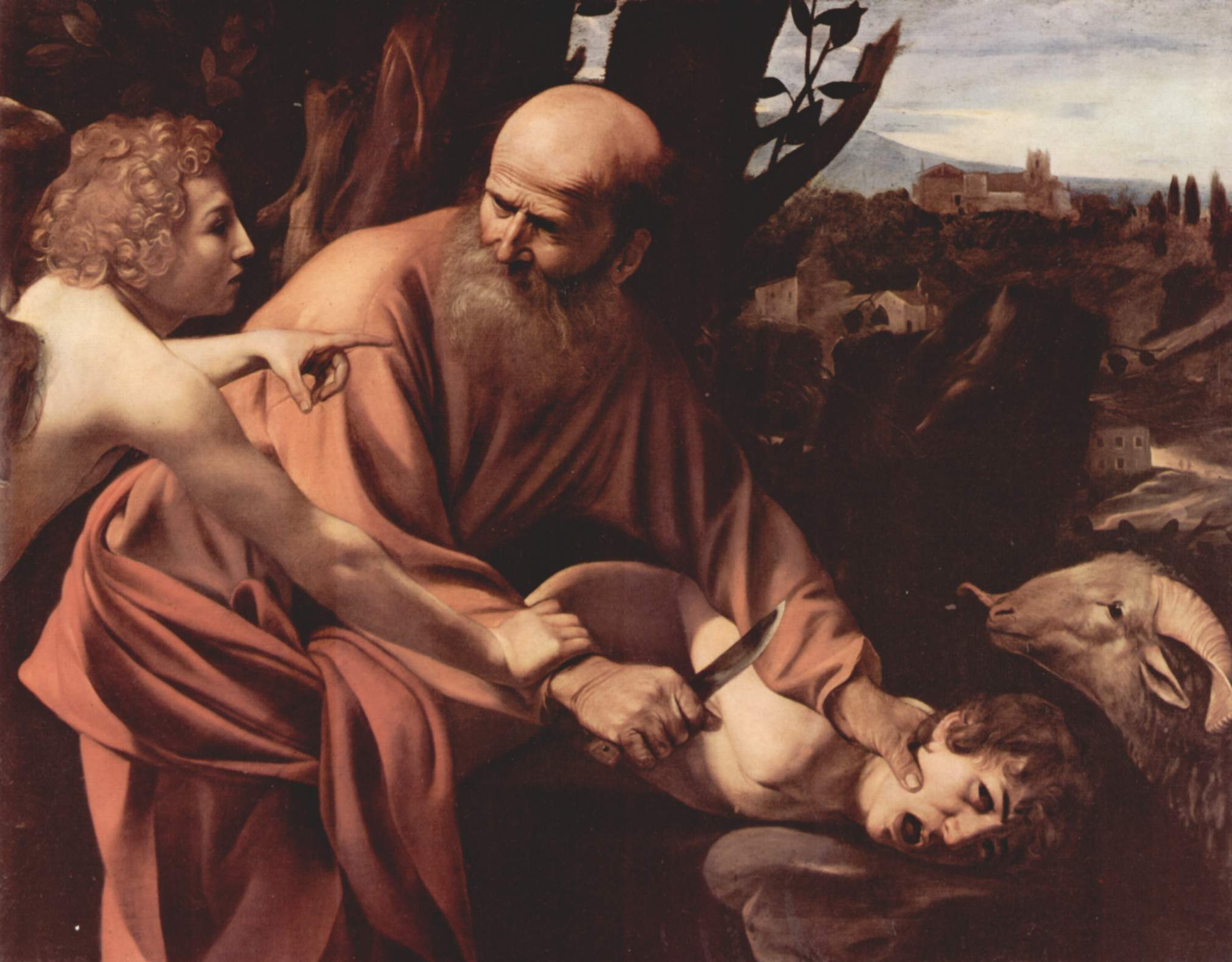
Ofiarowanie Izaaka, Caravaggio

Izaak (hebr. יִצְחָק Jic’chak – „śmiech”) – patriarcha biblijny, syn Abrahama i Sary, ojciec Jakuba i Ezawa.
Dzieje Izaaka przedstawia Księga Rodzaju. Najbardziej pamiętnym zdarzeniem związanym z Izaakiem było złożenie go na żądanie Boga Jahwe w ofierze przez ojca na górze Moria. Dramatyczne opowiadanie ukazuje gotowość ojca do spełnienia ofiary i interwencję Boga, który poprzez anioła, cofnął nakaz, słowami: „Nie podnoś ręki na chłopca i nie czyń mu nic złego! Teraz poznałem, że boisz się Boga, bo nie odmówiłeś Mi nawet twego jedynego syna” (Rdz 22,12). Według tradycji na tym miejscu stanęła Świątynia Jerozolimska. Wydarzenie to zwane jest ofiarowaniem Izaaka, a w tradycji żydowskiej Akedą.
Żoną Izaaka była Rebeka (wnuczka jego stryja Nachora), z którą miał dwóch synów, bliźniaków – Ezawa i Jakuba, z których prawa pierworodnego podstępem uzyskał Jakub.
Według Biblii Jakub wrócił do ojca swego Izaaka do Hebronu, gdzie mieszkał wcześniej także Abraham. Gdy Jakub powrócił, Izaak miał 180 lat. Pochowany został przez swoich synów (Księga Rodzaju 35:28, 29).
Według Koranu zamiast Izaaka, to Izmael (praprzodek Arabów) miał być złożony w ofierze przez Abrahama.
Według Józefa Flawiusza Izaak zmarł w wieku 185 lat. Został pochowany przez synów obok swojej żony w jaskini Machpela, gdzie wcześniej złożono ciała jego rodziców, później także jego syna Jakuba (Rdz 49:29-32); (J.Flawiusz DDIk1_346).
W ikonografii przedstawiany jest w krótkiej tunice, jako ułożony na stosie ofiarnym lub niosący drwa. Jego atrybuty to baranek, drwa ułożone niekiedy na kształt krzyża, stos. 